# Griffin Dunne
Thomas Griffin Dunne, född 8 juni 1955 i New York City, New York, är en amerikansk skådespelare och regissör.
Han är son till författaren och journalisten Dominick Dunne och bror till Dominique Dunne. Mellan 1989 och 1995 var Griffin Dunne gift med skådespelerskan Carey Lowell, med vilken han har dottern skådespelerskan Hannah Dunne (född 1990). 2009 gifte han sig med australiska stylisten Anna Bingemann.

## Filmografi

### Skådespelare
- 1981 – En amerikansk varulv i London - Jack Goodman
- 1984 – Johnny Dangerously - Tommy Kelly
- 1985 – En natt i New York - Paul Hackett
- 1987 – Who's That Girl - Louden Trott
- 1987 – Amazon Women on the Moon - Doktor
- 1988 – Det stora blå - Duffy
- 1991 – Min tjej - Mr. Jake Bixler
- 1992 – Ärligt talat - Alan Riegert
- 1994 – Quiz Show - Account Guy
- 2001 – Piñero - Agent
- 2002 – 40 Days and 40 Nights - Jerry Anderson
- 2003 – Fäst vid dig - Sig själv
- 2005 – Game 6 - Elliott Litvak
- 2009 – Shrink - okrediterad roll
- 2013 – Dallas Buyers Club
- 2025 – Caught Stealing

### Produktion
- 1979 – Chilly Scenes of Winter
- 1983 – Baby It's You
- 1985 – En natt i New York
- 1988 – Flykt utan mål
- 1990 – Laddat möte
- 1991 – Once Around, Mannen som inte passade in
- 1996 – Joes lya
- 2005 – Game 6
- 2005 – Fierce People

### Regi
- 1996 – Duke of Groove
- 1997 – Hämnden är ljuv
- 1998 – Magiska systrar
- 2000 – Famous
- 2005 – Fierce People
- 2006 – Your Product Here
- 2008 – The Accidental Husband
- 2012 – Movie 43